# Команда

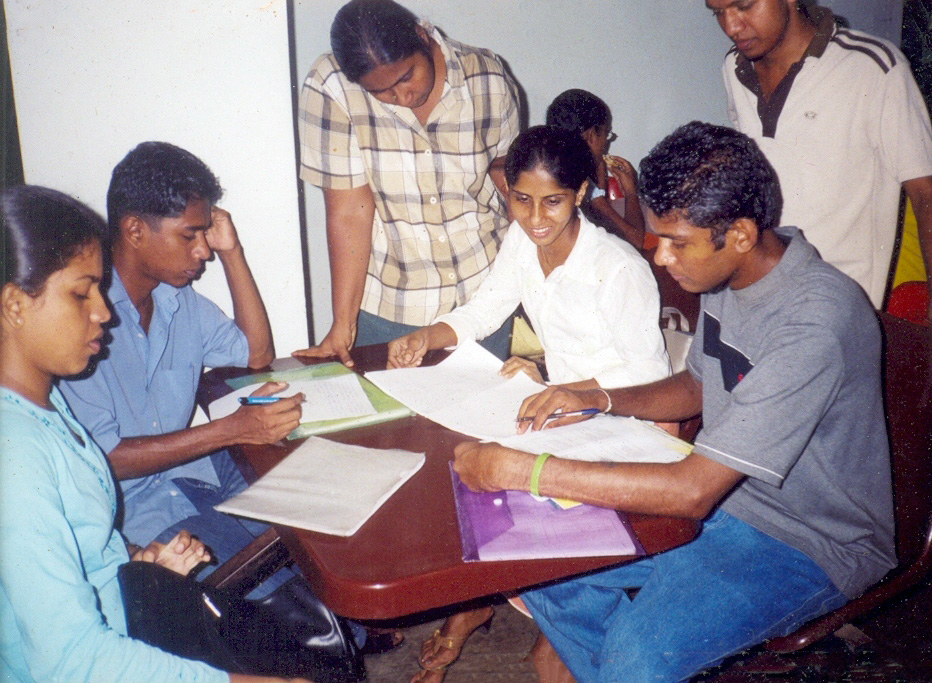

Команда ― это группа лиц, объединённая общими мотивами, интересами, идеалами, действующая сообща. 
Участники команды объединены поддержкой друг друга и несут коллективную ответственность за результат деятельности всей команды.
Команды подходят для решения задач высокой сложности, ведь каждый участник команды специализируется на выполнении какого-либо одного дела.
В командах обязательно есть лидеры, которые могут поддерживать других членов команды, позволяя им максимизировать влияние своих достоинств и минимизировать влияние недостатков на результат выполняемой задачи.
Команды по специализации бывают:
- многопрофильные;
- междисциплинарные.